# Bistum Nakhon Ratchasima
Das Bistum Nakhon Ratchasima (lat.: Dioecesis Nakhonratchasimaensis, Thai: เขตมิสซังนครราชสีมา) ist ein römisch-katholisches Bistum mit Sitz in Nakhon Ratchasima, Thailand.

## Organisation
Das 41148 km² große Bistum umfasst die Provinzen Buri Ram, Chaiyaphum und Nakhon Ratchasima. Es ist dem Erzbistum Thare und Nonseng als Suffraganbistum unterstellt.

## Geschichte
Papst Paul VI. gründete das Apostolischen Vikariat Nakhorn-Rajasima mit der Apostolischen Konstitution Cum Populus Dei am 22. März 1965 aus Gebietsabtretungen des Apostolischen Vikariates Ubon.
Mit der Bulle Qui in fastigio wurde sie am 18. Dezember des gleichen Jahres zum Bistum erhoben. Am 2. Juli 1969 nahm es den aktuellen Namen an.

## Ordinarien

### Apostolischer Vikar von Nakhorn-Rajasima
- Alain Sauveur Ferdinand van Gaver MEP (22. März 1965 – 18. Dezember 1965)

### Bischof von Nakhorn-Rajasima
- Alain Sauveur Ferdinand van Gaver M.E.P. (18. Dezember 1965 – 2. Juli 1969)

### Bischöfe von Nakhon Ratchasima
- Alain Sauveur Ferdinand van Gaver M.E.P. (2. Juli 1969 – 30. Mai 1977)
- Joachim Phayao Manisap (30. Mai 1977 – 30. November 2006)
- Joseph Chusak Sirisut (seit 30. November 2006)

## Statistik
| Jahr | Bevölkerung | Bevölkerung | Bevölkerung | Priester     | Priester         | Priester       | Priester               | Ständige Diakone | Ordensleute  | Ordensleute      | Pfarreien |
| Jahr | Katholiken  | Einwohner   | %           | Gesamtanzahl | Diözesanpriester | Ordenspriester | Katholiken je Priester | Ständige Diakone | Ordensbrüder | Ordensschwestern | Pfarreien |
| ---- | ----------- | ----------- | ----------- | ------------ | ---------------- | -------------- | ---------------------- | ---------------- | ------------ | ---------------- | --------- |
| 1970 | 2.976       | 2.445.414   | 0,1         | 10           |                  | 10             | 297                    |                  | 14           | 12               |           |
| 1980 | 4.395       | 3.671.000   | 0,1         | 15           | 5                | 10             | 293                    |                  | 13           | 26               |           |
| 1990 | 5.211       | 4.631.000   | 0,1         | 19           | 19               |                | 274                    |                  | 4            | 36               | 36        |
| 1999 | 5.332       | 5.050.570   | 0,1         | 25           | 22               | 3              | 213                    |                  | 7            | 38               | 36        |
| 2000 | 5.391       | 5.120.520   | 0,1         | 26           | 22               | 4              | 207                    |                  | 8            | 38               | 26        |
| 2001 | 5.204       | 5.168.436   | 0,1         | 25           | 22               | 3              | 208                    |                  | 3            | 34               | 26        |
| 2002 | 5.284       | 5.168.436   | 0,1         | 26           | 23               | 3              | 203                    |                  | 6            | 33               | 28        |
| 2003 | 5.258       | 5.180.465   | 0,1         | 26           | 23               | 3              | 202                    |                  | 6            | 32               | 28        |
| 2004 | 5.464       | 5.198.400   | 0,1         | 24           | 21               | 3              | 227                    |                  | 6            | 32               | 28        |